# 8860 Rohloff
8860 Rohloff eller 1991 TE5 är en asteroid i huvudbältet som upptäcktes den 5 oktober 1991 av de båda tyska astronomen Freimut Börngen och Lutz D. Schmadel vid Tautenburg-observatoriet. Den är uppkallad efter Ralf-Rainer Rohloff.
Asteroiden har en diameter på ungefär 9 kilometer.